# Lisztomania (album)
Lisztomania je soundtrackové album britského klávesisty Ricka Wakemana z roku 1975 pro film Kena Russella Lisztomania, který byl biografií Franze Liszta.
V některých skladbách napsal text a nazpíval sólo Roger Daltrey, zpěvák skupiny The Who. Protože Wakeman nebyl spokojen s původním vydáním, album bylo později Wakemanem vylepšeno a vydáno jako The Real Lisztomania, .

## Seznam stop

### Strana 1
1. "Rienzi/Chopsticks Fantasia" (Richard Wagner/Ferenc Liszt) - 4:20
2. "Love's Dream" (Liszt/ text: Roger Daltrey) - 4:25 - zpěv: Roger Daltrey
3. "Dante Period" (Liszt) - 2:05
4. "Orpheus Song" (Liszt/ text: Jonathan Benson, Roger Daltrey) - 3:10 - zpěv: Roger Daltrey
5. "Hell" (Liszt/ překlad: John Forsythe) - 1:59 - zpěv: Linda Lewis

### Strana 2
1. "Hibernation" (Rick Wakeman) - 1:11
2. "Excelsior Song" (Liszt/ text: Wakeman, Ken Russell) - 2:32 - zpěv: Paul Nicholas
3. "Master Race" (Wagner) - 0:45
4. "Rape, Pillage and Clap" (Wagner) - 3:09
5. "Funerailles" (Liszt/ text: Jonathan Benson) - 3:48 - zpěv: Roger Daltrey
6. "Free Song (Hungarian Rhapsody)" (Liszt) - 1:57
7. "Peace At Last" (Liszt/ text: Jonathan Benson, Daltrey) - 2:59 - zpěv: Roger Daltrey

## Obsazení
Hudebníci
- Rick Wakeman - klávesy
- David Wilde - piano
- National Philharmonic Orchestra
- The English Rock Ensemble

Technici
- Bill Curbishley, Brian Lane - výkonná produkce
- Roland Young - umělecký vedoucí
- Junie Osaki - design